# Fernando Henrique
Fernando Henrique dos Anjos (* 25. November 1983 in Bauru) ist ein brasilianischer Fußballtorwart.

## Karriere
2002 schloss sich Fernando Henrique dem brasilianischen Verein Fluminense FC aus Rio de Janeiro an. Seitdem gewann er mit dem Klub sowohl die traditionell hoch eingeschätzte Staatsmeisterschaft von Rio de Janeiro in den Jahren 2002 und 2005 als auch den Pokal von Brasilien 2007.
Im Januar 2011 wechselte Henrique nach Fortaleza zum Ceará SC, da er bei Fluminense nicht mehr als Stammspieler gesetzt war. Mit seinem neuen Verein konnte er in den Jahren 2011, 2012 und 2013 die Staatsmeisterschaft Cearás gewinnen. Nach dem Ende seiner ersten Tätigkeit bei Ceará bestritt Fernando Henrique Spiele für einen Vielzahl unterklassiger Teams, für die er in der Série B, der Série C, der Série D, sowie den jeweiligen Staatsmeisterschaften oder den Pokalspielen der Bundesstaaten zum Einsatz kam.

## Nationalmannschaft
Seit dem August 2003 spielte er in der brasilianischen U-20-Nationalmannschaft. Mit dieser gewann Henrique den Weltmeistertitel im Jahr 2003.
2004 trat er in einem Freundschaftsspiel gegen die Auswahl Haitis an. In dem Spiel am 18. August wurde er für Júlio César in der 60. Minute eingewechselt.

## Erfolge
Fluminense
- Brasilianischer Meister: 2010
- Copa do Brasil: 2007
- Staatsmeisterschaft von Rio de Janeiro: 2002, 2005
- 2. Platzierter der Copa Libertadores: 2008
- 2. Platzierter der Copa Sudamericana: 2009
- 2. Platzierter der Staatsmeisterschaft von Rio de Janeiro: 2003

Ceara
- Staatsmeisterschaft von Ceará: 2011, 2012, 2013

América
- Staatsmeisterschaft von Rio Grande do Norte: 2014

Nationalmannschaft
- U20-Weltmeister: 2003